# Estación Guariroba
La Estación Guariroba es una de las estaciones del metro de Brasilia, situada en la ciudad satélite de Ceilândia, entre la Estación Ceilândia Sul y la Estación Ceilândia Centro.
Fue inaugurada en 2009 y atiende a moradores y trabajadores del barrio de Guariroba.

## Cercanías
- Centro de Enseñanza Media 4 de Ceilândia (Central)
- Proyecto Golfinho
- 8.° Batallón de la Policía Militar (8° BPM)